# Die Cactaceae
Die Cactaceae — abreujat Cactaceae (Backeberg) — és un llibre amb il·lustracions i descripcions botàniques que va ser escrit per l'horticultor i cactòleg aficionat alemany Curt Backeberg, especialment conegut per la seva col·lecció i classificació de cactus; qui va ser honoràriament invocat com a destacat botànic, que posseeix més de 5.000 noves descripcions d'espècies i varietats de cactus. Va ser editat en 6 volums en els anys 1958-1985 amb el nom de Die Cactaceae: Handbuch der Kakteenkunde.